# Mauk de Brauw
Jhr. Maurits Louis (Mauk) de Brauw (Den Haag, 14 september 1925 – Leiden, 12 november 1984) was een Nederlandse politicus (DS'70) en minister.

## Familie
De Brauw was een lid van de familie De Brauw en een zoon van ambassadeur jhr. Louis Maurits de Brauw (1892-1981) en een kleinzoon van minister jhr. mr. Willem Maurits de Brauw (1838-1898). Hij trouwde in 1955 met jkvr. Anna Maria Röell van wie hij in 1984 scheidde; zij kregen vijf kinderen.

## Loopbaan
De Brauw volgde zijn opleiding als gevolg van zijn vaders werk vooral in het buitenland. Van 1945 tot 1954 studeerde hij rechten te Leiden. Tijdens de Tweede Wereldoorlog was hij lid van de Prinses Irene Brigade. Na de oorlog werkte hij bij Unilever N.V. en was vanaf 1960 adjunct-directeur van de Nationale Levensverzekeringsbank. Van 1963 tot 1970 bekleedde hij hoge functies bij Nationale-Nederlanden. De Brauw, van oorsprong lid van de VVD, sloot zich in 1970 aan bij de Democratisch Socialisten '70 van Willem Drees jr.
Van 1971 tot 1972 was De Brauw minister zonder portefeuille in het Kabinet Biesheuvel I, belast met wetenschapsbeleid en wetenschappelijk onderwijs. In 1972 bracht hij samen met collegaminister Drees Jr. dit kabinet ten val. Als minister had hij in dat jaar nog wel een herziening van de regeling toegangsexamens tot stand gebracht. Voortaan gaf het vwo-examen toegang tot iedere academische studie en vervielen de vijf voorheen verplichte vakken.
Van 1972 tot 1975 was hij lid van de Tweede Kamer voor DS'70. Van 1973 tot 1975 was De Brauw voorzitter van DS'70. Als Kamerlid was hij woordvoerder buitenlandse zaken en wetenschappelijk onderwijs. In 1975 trad hij met anderen uit de DS'70-fractie na een conflict met Drees jr. over de te voeren koers van de partij. Hij was later lid van D66.
Na zijn Kamerlidmaatschap was hij onder andere voorzitter van de Stuurgroep Brede Maatschappelijke Discussie over kernenergie. Hij bekleedde tal van nevenfuncties.
Mauk de Brauw overleed op 59-jarige leeftijd. Hij werd gecremeerd in Crematorium Ockenburgh in Den Haag.
- Biografisch Portaal: 42503480
- International Standard Name Identifier: 0000 0003 9000 8390
- Nederlandse Thesaurus van Auteursnamen: 067935826
- Parlement.com: vg09lle6vsx1
- Virtual International Authority File: 283485830
- WorldCat: E39PBJrm7RVgtfQg94YPMfycfq